# 馬自達RX-3
馬自達RX-3是一部由日本馬自達汽車公司（當時仍稱東洋工業）於1971年至1978年間製造銷售、搭載轉子引擎的汽車，日規版稱為馬自達Savanna（サバンナ）。

## 概要

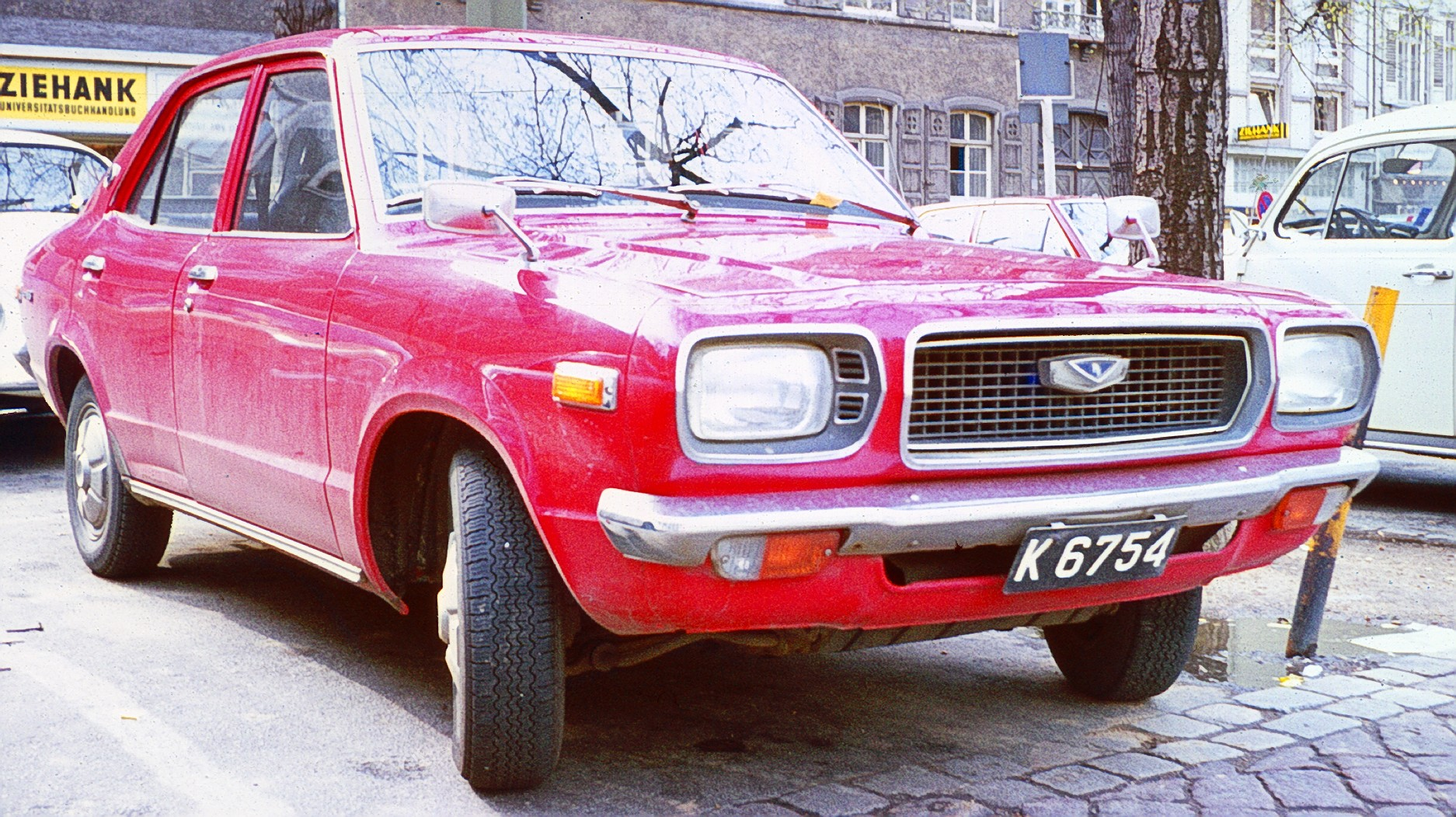
1974年馬自達Grand Familia

該款車是繼Cosmo、323、Luce、626以來第五款搭載轉子引擎的車款，開發代號是X808，亦算是RX-7的前身。海外市場雖以「RX-3」之名銷售，事實上與裝載往復式活塞引擎的Grand Familia同為雙生車款。

## 歷史

### 前期型S102系（1971年-1973年）
搭載10A型0866轉子引擎，配合四速手排變速系統，全車共七種車型並將碟煞納入標準配備。由於考慮到續航力問題，採用65L的油箱。1972年馬自達對所有轉子引擎的轉子空間採用一種新的塗覆工法，以噴霧方式塗上鉻，延長其使用壽命。最大馬力105hp / 7,000rpm，扭力峰值達135Nm / 3,500rpm。
1972年2月，RX-3參加日本大獎賽獲得優勝，並成功阻止日產Skyline五十連勝。同年9月推出「Savanna GT」版的優勝紀念車，搭載最大馬力120ps / 7,000rpm、最大扭力16.0kg·m / 3,500rpm的12A型轉子引擎，極速可達190km/hr。

### 後期型S124系（1973年-1978年）
另一方面為了因應日趨嚴格的環保法規，馬自達積極地降低RX-3的汙染公害。1973年6月在12A型轉子引擎的車款上安裝可將排氣再度燃燒的溫控反應器（thermal reactor），增加了符合日本昭和50年度汽車廢氣排放標準（（日語）昭和50年度排出ガス規制）的AP車系。1974年11月其目錄上不再刊載12A型轉子引擎的車型，改刊登使用單配電盤、運轉更穩定的12B型，而且GT優勝紀念車款亦符合前述排放標準之規定。1975年10月大改款時，全車系皆符合昭和51年度汽車廢氣排放標準（（日語）昭和51年度排出ガス規制）。
RX-7尚未問世之前，在全球所有約93萬輛轉子引擎汽車中，以RX-3這個車款最受到歡迎；其中RX-3雙門車型銷售了50%以上，也因此直接影響到RX-7的外觀設計。

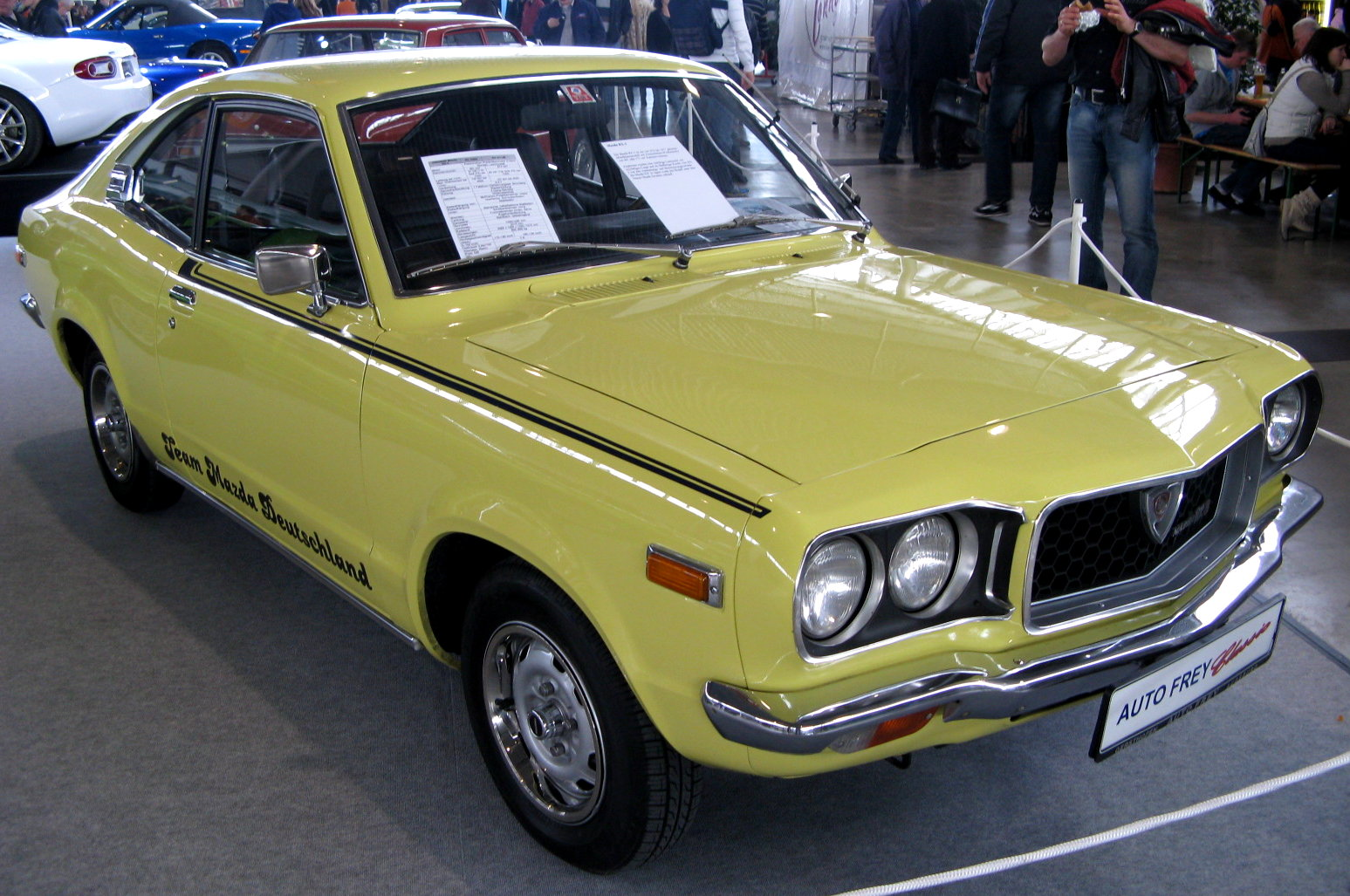
1977年馬自達RX-3
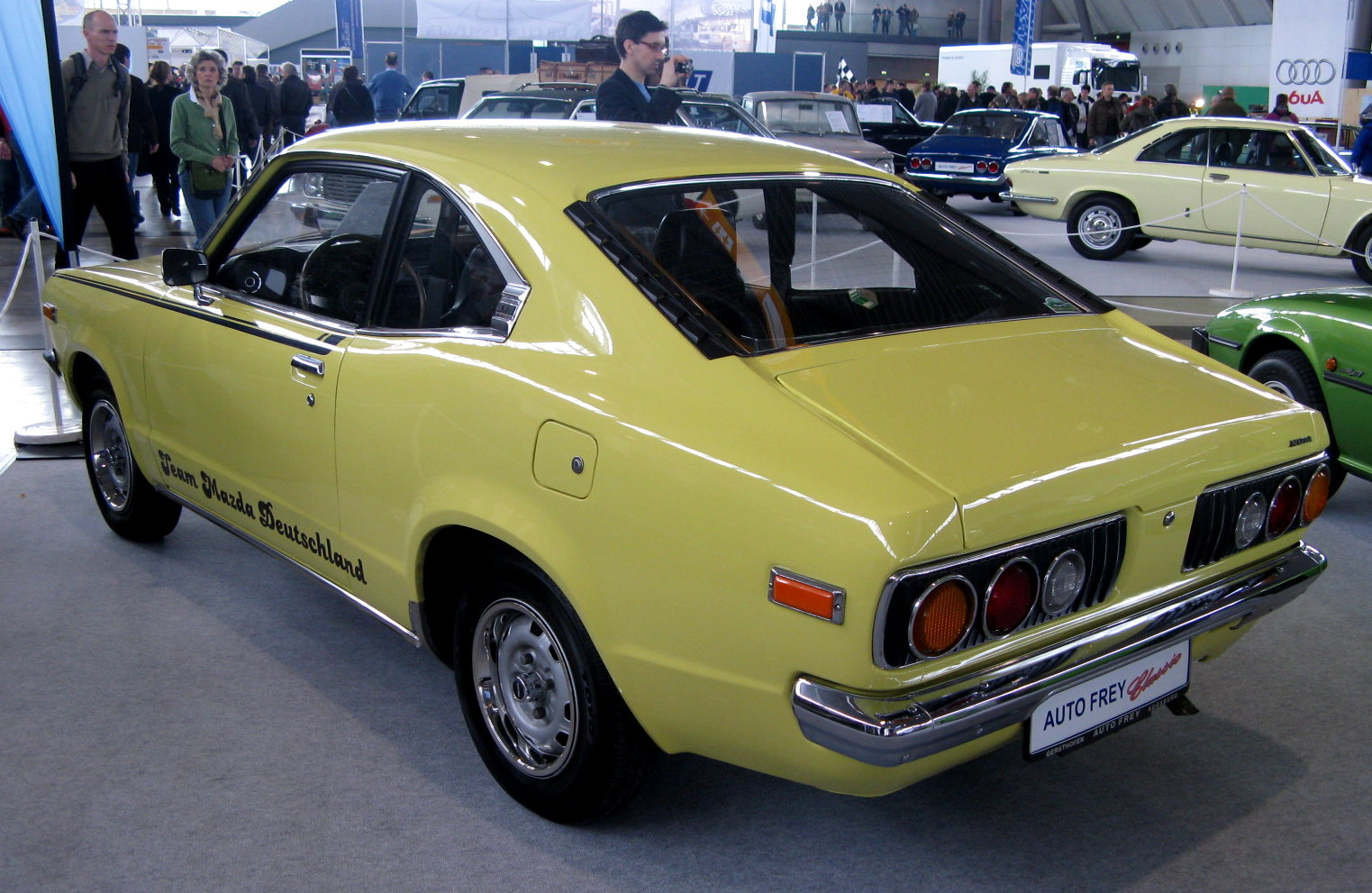
1977年馬自達RX-3
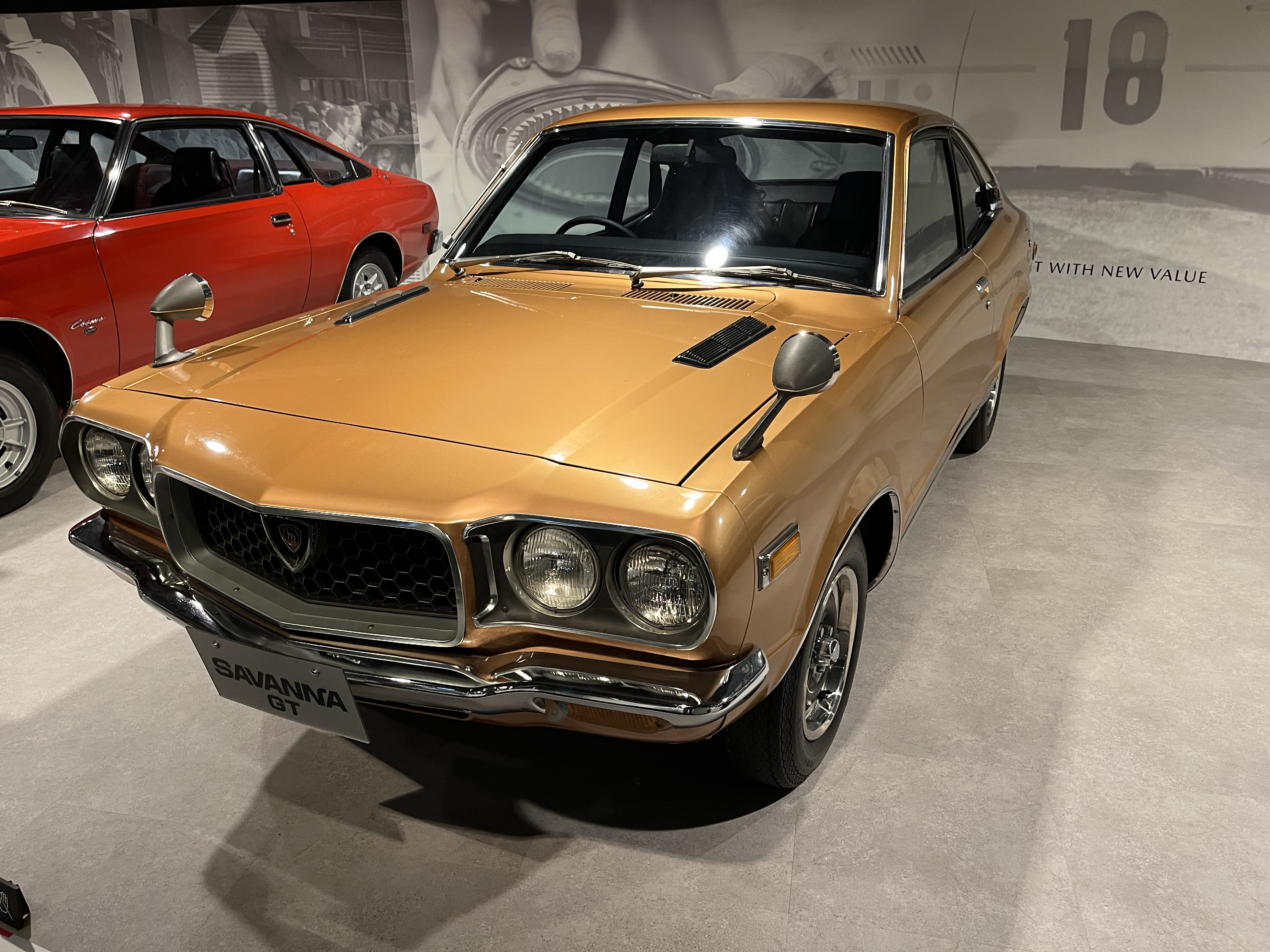
收藏於馬自達博物館的Savanna

## 外部連結
- （日語）名車列傳-サバンナ